# 主動冷卻
主動冷卻系統是指冷卻系統消耗能量來冷卻，一般是放在電機設備或是大樓內，確保熱的傳遞以及循環。。
主動冷卻和與不消耗能量的無動力冷卻不同，主動冷卻需要消耗能量才能運作。主動冷卻會使用許多需要耗能的機械設備來散熱。主動冷卻一般會用在用無動力冷卻無法維持其溫度的系統。主動冷卻系統的動力來源多半是電能或是熱能，不過有些系統也可以用太陽能或是水力發電的能量。主動冷卻需要維護，使其持續運作，發揮正常功能，不然有可能會造成系統或是待散熱系統的損毀。有許多商用的主動冷卻系統，像是室內空調、散熱風扇以及熱泵。
常見的主動冷卻會讓冷媒循環熱傳，使熱由一處帶到另一處。冷媒可能是氣體，例如電腦硬體冷卻中用到的風冷，或是液體，像是汽車中的散熱系統。若冷媒是液體，從引擎流到散熱器時將熱帶到散熱器，再經過散熱器上的空氣使冷媒冷卻。
另一種主動冷卻則是利用製冷循環。

## 建築物中的冷卻
冷卻在許多建築物中都相當重要，因為在全世界50個都市圈裡，有27個是在熱帶或是溫度較高的地區，因此，工程師需要確保建築物中的通風，以建立建築物內的熱平衡。
建築物中常用的主動散熱系統包括有風扇、熱泵和蒸發冷卻器。

## 電子設備冷卻
电子设备冷却包括了電子系統的熱設計、分析以及實驗，是在電子產品（或是產品中的電子子系統）設計時的一部份。此一主題有許多的線上資源及書籍。